# لاري هارلو (لاعب كرة قاعدة)
لاري هارلو (بالإنجليزية: Larry Harlow)‏ هو لاعب كرة قاعدة أمريكي، ولد في 13 نوفمبر 1951 في كولورادو سبرينغس في الولايات المتحدة.

## وصلات خارجية
- لاري هارلو على موقع دوري كرة القاعدة الرئيسي (الإنجليزية)
- لاري هارلو على موقع الدوري الياباني لكرة القاعدة (الإنجليزية)
- لاري هارلو على موقعبيزبول رفرنس.كوم (الدوري الرئيسي) (الإنجليزية)
- لاري هارلو على موقعبيزبول رفرنس.كوم (الدوري الثانوي) (الإنجليزية)
- لاري هارلو على موقع إي إس بي إن.كوم (أم.أل.بي) (الإنجليزية)
- لاري هارلو على موقع مشجعي الرسوم البيانية (الإنجليزية)